# Primrose (Baarn)
Villa Primrose (Sleutelbloem) is een gemeentelijk monument in het prins Hendrikpark van Baarn in de provincie Utrecht. 
De villa aan de Prins Bernhardlaan is tussen 1885-1887 gebouwd als gastenverblijf voor Florence Grove op nummer 3. Na de grote verbouwing in 1908 werd dit het geboortehuis van de latere Baarnse burgemeester G.C.J. van Reenen. Na de Tweede Wereldoorlog wordt het pand verhuurd aan gezinnen die verbonden zijn met het Zendingscentrum op Wilhelminalaan 3, waarna het in 1977 wordt verkocht.
Links van het midden is een ingebouwde en overkapte toren. De topgevels hebben vakwerk en aan de rechterzijde is een serre aangebouwd.